# Bremer Schützenkompanie

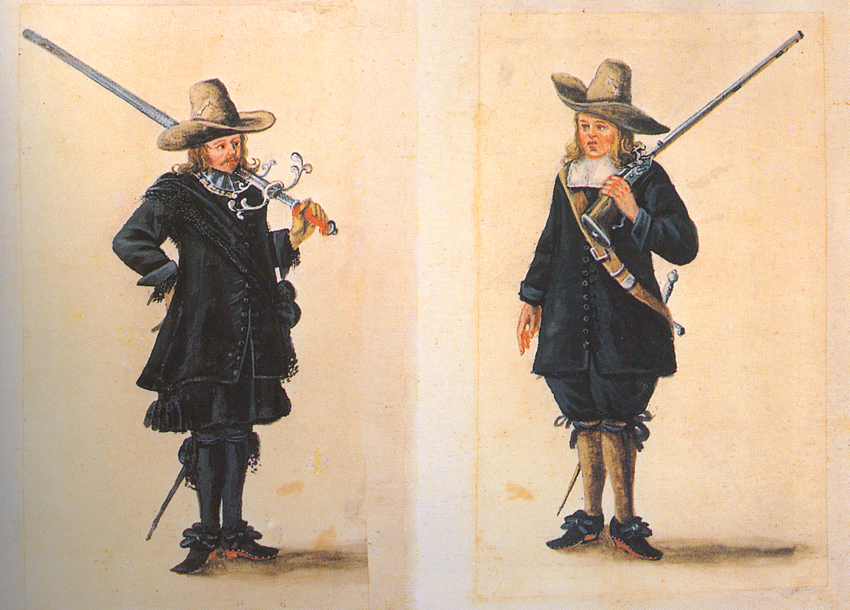
Bremer Schützen im 17. Jahrhundert (Abbildung aus der Koster-Chronik).
Links ein Freischütze, rechts ein angehender Schütze.

Die Bremer Schützenkompanie oder Schützenfahne (Plattdeutsch Schuttenfahne) war eine Einheit der bremischen Bürgermiliz mit besonderen Aufgaben und Privilegien. Sie bestand unabhängig von den regulären Bürgerkompanien vom Mittelalter bis Mitte des 17. Jahrhunderts.

## Ursprung
Die Anfänge des Schützenstandes in Bremen sind nicht überliefert, er geht jedoch mindestens bis ins 14. Jahrhundert zurück, als im Ratsdenkelbuch (einer von Bürgermeister Johann Hemeling initiierten Aufzeichnung wichtiger Urkunden und Ereignisse der Stadt) erstmals Schützenherrn genannt werden. Aus dem Jahr 1375 ist zudem eine Beschwerde des Schneideramtes überliefert, die Schützen würden ihren Dienst nicht korrekt ausführen.

## Aufbau der Schützenkompanie
Die Kompanie setzte sich aus den Jungmeistern der 14 Handwerkszünften (in Norddeutschland auch  Ämter genannt) der Stadt zusammen – wobei Schneider, Krämer, Schuster und Schmiede die meisten Männer stellten. Eine Auflistung der Schützenkompanie aus dem 17. Jahrhundert zählt 271 Mann in drei Abteilungen:
- 29 Freischützen mit Bogen und Schlachtschwert
- 121 abgehende Schützen, teils mit Piken, teils mit Musketen
- 121 angehende oder schießende Schützen, allesamt mit Musketen

Die Kompanie war in mehrere Züge unterteilt, die von jeweils einem Offizier geführt wurden. Den Oberbefehl über die Kompanie führten drei Schützenherren oder Schützenschaffer, den Gesamtoberbefehl hatten die drei Schottherren des Bremer Rates. Der Alarmplatz der Kompanie lag beim Brautzwinger an der Weser. Die Fahne der Schützen war in den Bremer Farben weiß-rot gestreift.
Die Tracht der Schützen bestand aus einem schwarzen Gewand mit einer Reihe Knöpfe, schwarzen Schuhe mit roten Absätzen und einem breitkrempigen Hut, der seitlich mit einem silbernen Pfeil verziert war. Die Freischützen trugen dazu schwarze Strümpfe und eine schwarze Schärpe, die abgehenden und angehenden Schützen einen ledernen Waffengurt und graue Strümpfe. Kleider und Waffen mussten die Schütze selber bezahlen, die Munition und den Schützenhut stellte der Rat, wobei letzterer alle drei Jahre erneuert wurde.
Jeden Sonntag übte wechselweise ein Zug der Kompanie auf dem Schießplatz, der sich zunächst an der Seilerbahn in Neustadt, ab 1599 beim Tanzwerder auf der Werderinsel und später dann am Schützenwall beim Ansgaritor befand. Das Fernbleiben von den Übungen oder das Erscheinen in betrunkenen Zustand wurde mit Geldstrafen belegt. Die Pflichten und Rechte der Schützen wurden in zahlreichen Verordnungen des Rates geregelt und häufig geändert, Ende des 16. Jahrhunderts allein viermal (1573, 1588, 1595 und 1597), 1610 trat außerdem eine neue Exercitien-Ordnung für die Kompanie in Kraft.

### Privilegien der Schützen

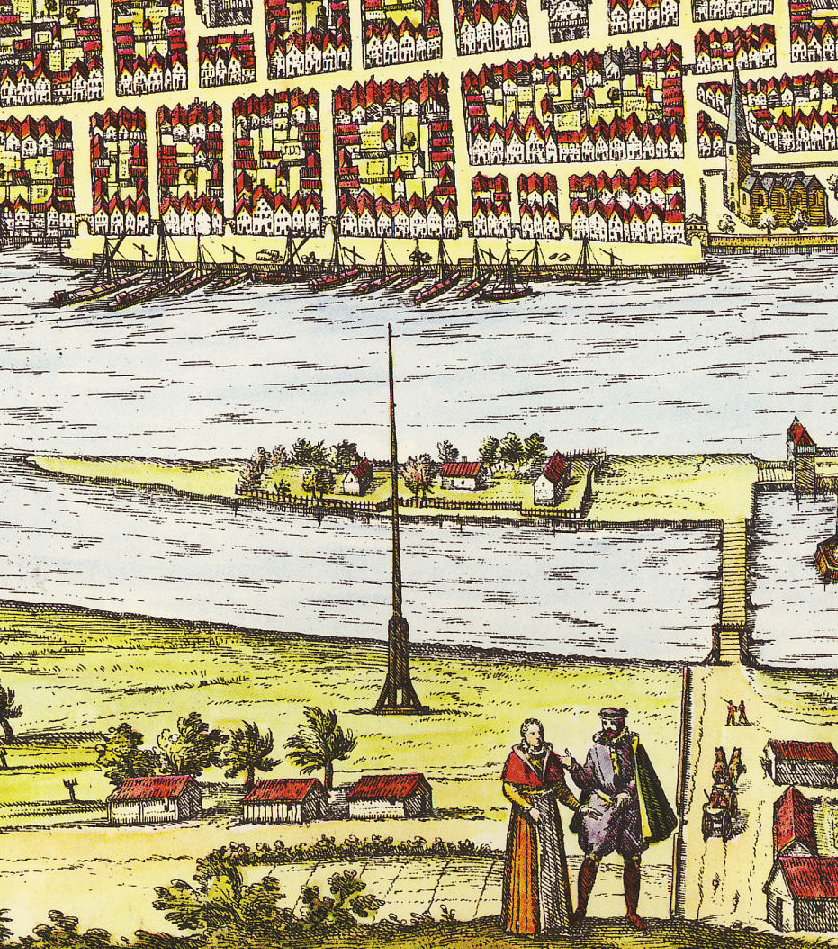
Der Papageienbaum bei der Seilerbahn auf dem Gebiet der späteren Bremer Neustadt (um 1598)

Die Schützen waren vom Wach- und Befestigungsdienst befreit, zu dem die Angehörigen der regulären Bürgerkompanien verpflichtet waren. Außerdem stand den Schützen bei Verletzungen in Einsatz eine Entschädigung zu. Ein besonderes Vorrecht der Schützen war das Ausrichten eines großen Schießwettbewerbs, der jährlich zu Pfingsten stattfand und von umfangreichen, mehrere Tage andauernden Feierlichkeiten begleitet wurde.
Nach dem Gottesdienst am dritten Pfingsttag zog die Kompanie unter Begleitung von Würdenträgern der Stadt, Musik und Fahnen über den Marktplatz, auf dem eine Salve Salut geschossen wurde, weiter zum Schießplatz, wo um 12:00 Uhr das Schießen begann. Bevor mit der Verlegung des Schützenplatzes Ende des 16. Jahrhunderts Büchsen und Zielscheiben Verwendung fanden, wurde mit der Armbrust auf den „Papageien“ oder „Vogel“ geschossen, einem Ziel, das sich an der Spitze eines hohen Mastes, des sogenannten „Papageinbaums“ (Plattdeutsch Papagoyenboom) befand. Wem es als ersten gelang, das Ziel abzuschießen wurde zum „König“ gekürt, erhielt eine neue Muskete, einen silbernen Becher und war ein Jahr lang von allen Abgaben sowie der Bürgerarbeiten befreit. Im Gegenzug musste er der Schützenschaft zwei Fass Bier spendieren. Gelang es einem Schützen drei Jahre hintereinander den Papageien „zu Fall zu bringen“ – wie dies einmal dem Schneider Johann Schriefer glückte –, so war die entsprechende Person lebenslang von allen Abgaben befreit.
Am Tag nach dem Freischießen wurde jährlich der Fähnrich der Kompanie gewählt. Die Berufung in dieses Ehrenamt der Kompanie war traditionell mit einem großen Festessen für die Schottherren und Freischützen verbunden, das der neugewählte Fähnrich im Schütting ausrichten musste. Die Kosten eines solchen Mahls beliefen sich auf 250 bis 300 Reichstaler (bisweilen aber auch auf bis zu 600 Reichstaler). Im Lauf der Zeit wurden die Feierlichkeiten der Kompanie durch den Rat eingeschränkt, um die Ausgaben zu reduzieren, die von den Schützen – trotz des relativen Wohlstandes der Zünfte – oft nur durch Verschuldung beglichen werden konnte.

## Einsatz der Schützenkompanie
Die Schützenkompanie galt als besonders streitbar und tapfer. In Kriegszeiten bildete die Einheit daher die Vor- und Nachhut der Truppen oder wurde zu besonders gefährlichen Einsätzen außerhalb der Stadtmauern herangezogen. So bei der Belagerung Bremens durch kaiserliche Truppe 1547 im Schmalkaldischen Krieg, als die Schützen die Schanze bei Walle stürmten, an der sich das Hauptquartier der Belagerer befand, und Jobst von Cruningen, einen der beiden Befehlshaber der kaiserlichen Truppen töteten.
Auch im Ersten Bremisch-Schwedischen Krieg 1654 kam die Einheit zum Einsatz. Die Schützenkompanie sollte, verstärkt durch weitere Bürgerkompanien, die von den Schweden belagerte strategisch wichtige Schanze bei Burg an der Lesum entsetzen. Der Abzug der Truppe verzögerte sich jedoch einen halben Tag, wodurch die Schweden Gelegenheit hatten, Stellung bei Gröpelingen zu beziehen und den Bremern den Weg abzuschneiden, so dass der Entsatzversuch scheiterte. Dieses wurde später Bürgermeister Statius Speckhan aber auch der Schützenkompanie angelastet, worüber die Einheit bei Bürgern und Rat in Ungnade fiel.

## Auflösung der Schützenkompanie
Direkt nach dem Ersten Bremisch-Schwedischen Krieg wurde zunächst das Schützenfest untersagt und zehn Jahre später, 1664, die Schützenkompanie endgültig aufgelöst und ihre Fahne ins Zeughaus verbracht. Peter Koster vermerkt dazu in seiner Chronik der Kaiserlichen Freien Reichs- und Hansestadt Bremen: „Anno 1664, im Monat Mai aber, wurde die ganze Compagnia aufgehoben und die Fahne ins Zeughaus gebracht. Zu der Zeit war Fähnrich Magnus Pape, ein Schuster […]. Der letzte König ist gewesen Jasper Meyer, ein Müller.“